# Malagabdella
Malagabdella – rodzaj lądowych pijawek z rzędu Arhynchobdellida i rodziny Domanibdellidae wyróżniany w niektórych ujęciach systematycznych.

## Taksonomia
Pierwsze 3 opisane, należące tu gatunki, zostały odkryte przez Raphaëla Blancharda w 1917 i zaliczone do rodzaju Haemadipsa. Rodzaj Malagabdella wyróżnił w 1975 R. L. Richardson.  W 2016 zespół M. Tesslera, analizując pokrewieństwo pijawek lądowych, uznał, że nie ma podstaw do wyróżniania 31 rodzajów, w tym Malagabdella, a ich przedstawicieli należy włączyć do rodzaju Chtonobdella

## Charakterystyka
Pijawki dwuszczękie. Metamery (somity) głowowe II, III i IV jednopierścieniowe. Metamer V dwupierścieniowy, VI i VII trójpierścieniowe, od VIII do XXIII pięciopierścieniowe, XXIV dwupierścieniowy (niekompletnie trzy- lub czteropierścieniowy), do XXV do XXVII jednopierścieniowe. Gonopory (otwory płciowe) męskie na XI lub między XI a XII metamerem, a żeńskie na XII lub z przodu XIII metameru. Otwory oddechowe z dwupłatkowe. Na brzusznej stronie tylnej przyssawki widoczne 57 lub 58 promieni. 

## Występowanie
Wszystkie należące tu gatunki są endemitami Madagaskaru.

## Systematyka
Opisano dotąd 4 gatunki z tego rodzaju:
- Malagabdella fallax (Blanchard, 1917)
- Malagabdella morsitans (Blanchard, 1917)
- Malagabdella niarchosorum Borda, 2006
- Malagabdella vagans (Blanchard, 1917)